# 弗朗西斯科·維多利亞

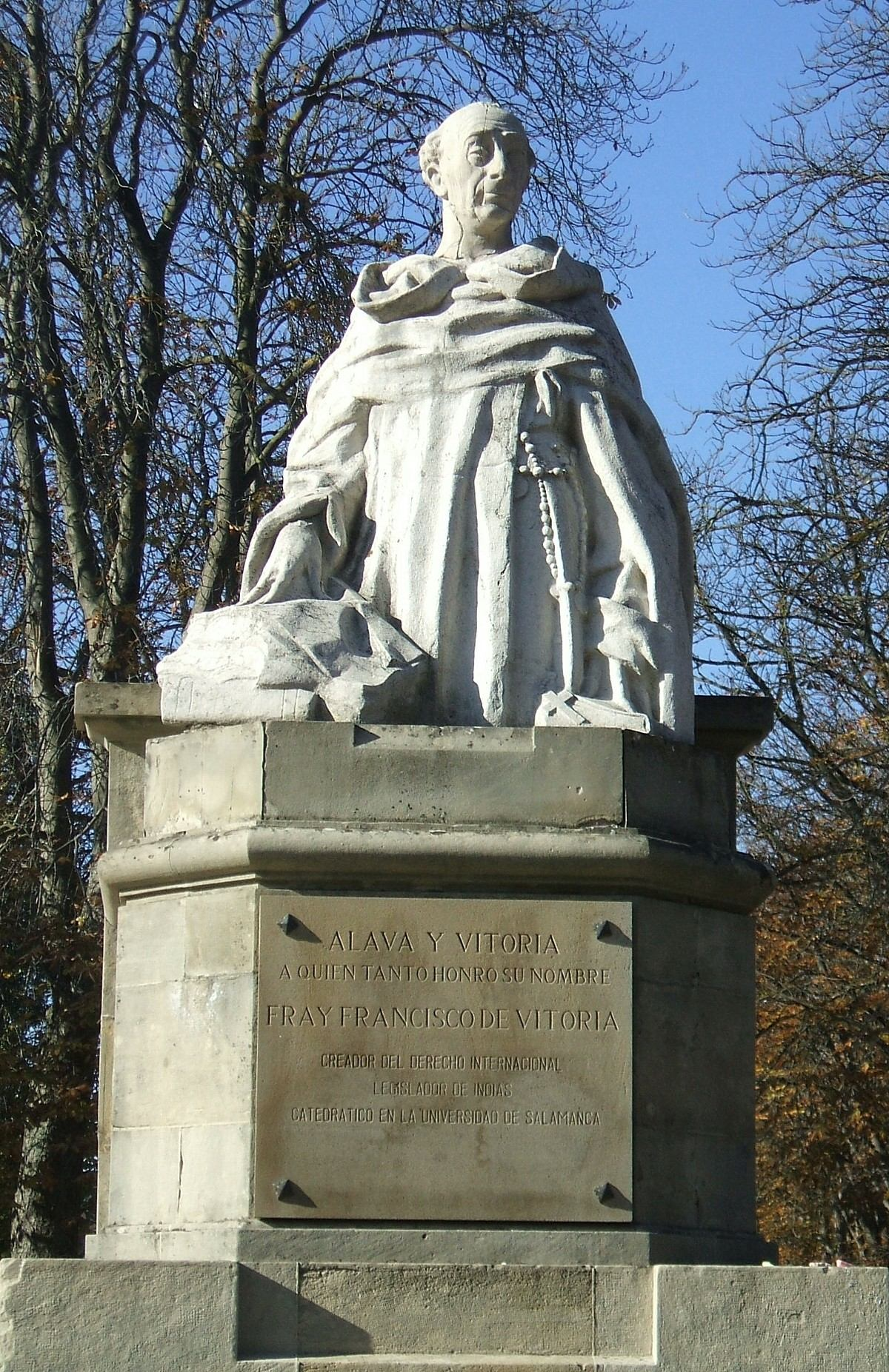
弗朗西斯科·維多利亞的雕像

弗朗西斯科·維多利亞（Francisco de Vitoria, Francisci de Victoria，（1480年—1546年））西班牙神學家，薩拉曼卡學派始祖。